# Hemiceras walkeri
Hemiceras walkeri är en fjärilsart som beskrevs av William Schaus 1901. Hemiceras walkeri ingår i släktet Hemiceras och familjen tandspinnare. Inga underarter finns listade i Catalogue of Life.